# 厄尔·扬
厄尔·扬（英語：Earl Young，1941年2月14日—），美国前男子田径运动员，主攻短跑。他曾代表美国参加1960年夏季奥林匹克运动会田径比赛，获得男子4×400米接力金牌。